# Podnoszenie ciężarów na Letnich Igrzyskach Olimpijskich 2020 – waga do 55 kg kobiet
Rywalizacja w wadze do 55 kg kobiet w podnoszeniu ciężarów na Letnich Igrzyskach Olimpijskich 2020 została rozegrana w dniu 26 lipca 2021 roku w hali Tokyo International Forum.

## Terminarz
| Data          | Godzina |         |
| ------------- | ------- | ------- |
| 26 lipca 2021 | 13:50   | Grupa B |
| 26 lipca 2021 | 19:50   | Grupa A |

## Wyniki
| Pozycja | Grupa | Zawodniczka            | Reprezentacja    | Waga  | Rwanie | Rwanie | Rwanie | Podrzut | Podrzut | Podrzut | Wynik | Uwagi |
| Pozycja | Grupa | Zawodniczka            | Reprezentacja    | Waga  | 1      | 2      | 3      | 1       | 2       | 3       | Wynik | Uwagi |
| ------- | ----- | ---------------------- | ---------------- | ----- | ------ | ------ | ------ | ------- | ------- | ------- | ----- | ----- |
| 1. !    | A     | Hidilyn Diaz           | Filipiny         | 54,80 | 94     | 97     | 99     | 119     | 124     | 127     | 224   | OR    |
| 2. !    | A     | Liao Qiuyun            | Chiny            | 54,65 | 92     | 95     | 97     | 118     | 123     | 126     | 223   |       |
| 3. !    | A     | Zulfija Czinszanło     | Kazachstan       | 54,95 | 90     | 93     | 93     | 123     | 123     | 125     | 213   |       |
| 4.      | A     | Muattar Nabieva        | Uzbekistan       | 54,95 | 95     | 98     | 98     | 114     | 114     | 117     | 212   |       |
| 5.      | A     | Kamila Konotop         | Ukraina          | 54,95 | 91     | 94     | 96     | 106     | 110     | 112     | 206   |       |
| 6.      | A     | Kristina Şermetowa     | Turkmenistan     | 54,85 | 90     | 93     | 93     | 111     | 115     | 117     | 205   |       |
| 7.      | A     | Ham Eun-ji             | Korea Południowa | 54,90 | 85     | 85     | 90     | 115     | 115     | 116     | 201   |       |
| 8.      | A     | Nouha Landoulsi        | Tunezja          | 54,85 | 88     | 92     | 92     | 108     | 113     | 113     | 196   |       |
| 9.      | A     | Ana Gabriela López     | Meksyk           | 54,80 | 90     | 94     | 95     | 105     | 110     | 110     | 195   |       |
| 10.     | B     | Joanna Łochowska       | Polska           | 54,70 | 81     | 84     | 86     | 102     | 102     | 106     | 186   |       |
| 11.     | B     | Kanae Yagi             | Japonia          | 54,75 | 78     | 78     | 81     | 99      | 102     | 106     | 183   |       |
| 12.     | B     | Rachel Leblanc-Bazinet | Kanada           | 54,90 | 79     | 82     | 85     | 99      | 102     | 102     | 181   |       |
| 13.     | B     | Chiang Nien-hsin       | Chińskie Tajpej  | 54,80 | 75     | 78     | 81     | 95      | 100     | 101     | 176   |       |
| 14.     | B     | Mary Kini Lifu         | Wyspy Salomona   | 54,50 | 64     | 67     | 67     | 84      | 87      | 90      | 154   |       |